# Kony 2012
Kony 2012 är en reportagefilm av Invisible Children, om den ugandiske krigsherren Joseph Kony, som är efterlyst för krigsförbrytelser. 
Den spreds över internet i mars 2012. Inom några dagar hade videon setts miljontals gånger på Youtube och Vimeo och flera kändisar har ställt sig bakom den. Filmen har dock också fått kritik från folk som anser att den inte skildrar verkligheten som den är idag och att den riskerar att göra mer skada än nytta och det har även ifrågasatts vilken nytta Invisible Children gör som välgörenhetsorganisation.